# Salima Machamba
Salima Machamba (Vatersname: Salima Machamba bint Saidi Hamadi Makadara; geb. 1. November 1874, Fomboni, Komoren; † 7. August 1964, Pesmes, Haute-Saône, Frankreich) war Sultana von Mohéli (Mwali) von 1888 bis 1909. Sie konvertierte zum christlichen Glauben und erhielt den Namen Ursula. Sie war verwandt mit Ranavalona I., der Königin von Madagaskar.

## Leben
Salima wurde als Tochter von Jumbe Fatima bint Abderremane, Sultana von Mohéli (Mwali), und Emile Fleuriot de Langle, dem Urenkel von Paul Antoine Fleuriot de Langle, am 1. November 1874 in Fomboni geboren, aber offiziell trug sie den Namen des Ehemannes ihrer Mutter und wurde als Salima Machamba bint Saidi Hamadi Makadara benannt. Sie wurde von den Franzosen als Marionetten-Königin von Mohéli eingesetzt, welche die Komoren zu einem französischen Protektorat machten. Sie verliebte sich in einen französischen Gendarme, Camille Paule, welchen sie am 28. August 1901 in Saint Denis, Réunion, heiratete. 1909 wurde sie von der französischen Regierung abgesetzt und die Komoren wurden annektiert. Sie wurde mit ihrer Familie nach Frankreich deportiert. Sie bekam drei Kinder. Die französische Regierung stellte ihr ein jährliches Gehalt von 3.000 Gold-Francs zur Verfügung. Sie lebte als einfache Bauersfrau in Haute-Saône und verstarb in Pesmes am 7. August 1964. Sie wurde an der Église Saint-Hilaire, Pesmes, am 10. August 1964 beigesetzt. Ihre Enkelin Anne Etter ist heute Repräsentantin der königlichen Familie von Mohéli in den Komoren. Sie ist Präsidentin der Association Développement des Iles Comores.

Die Gräber in Pesmes
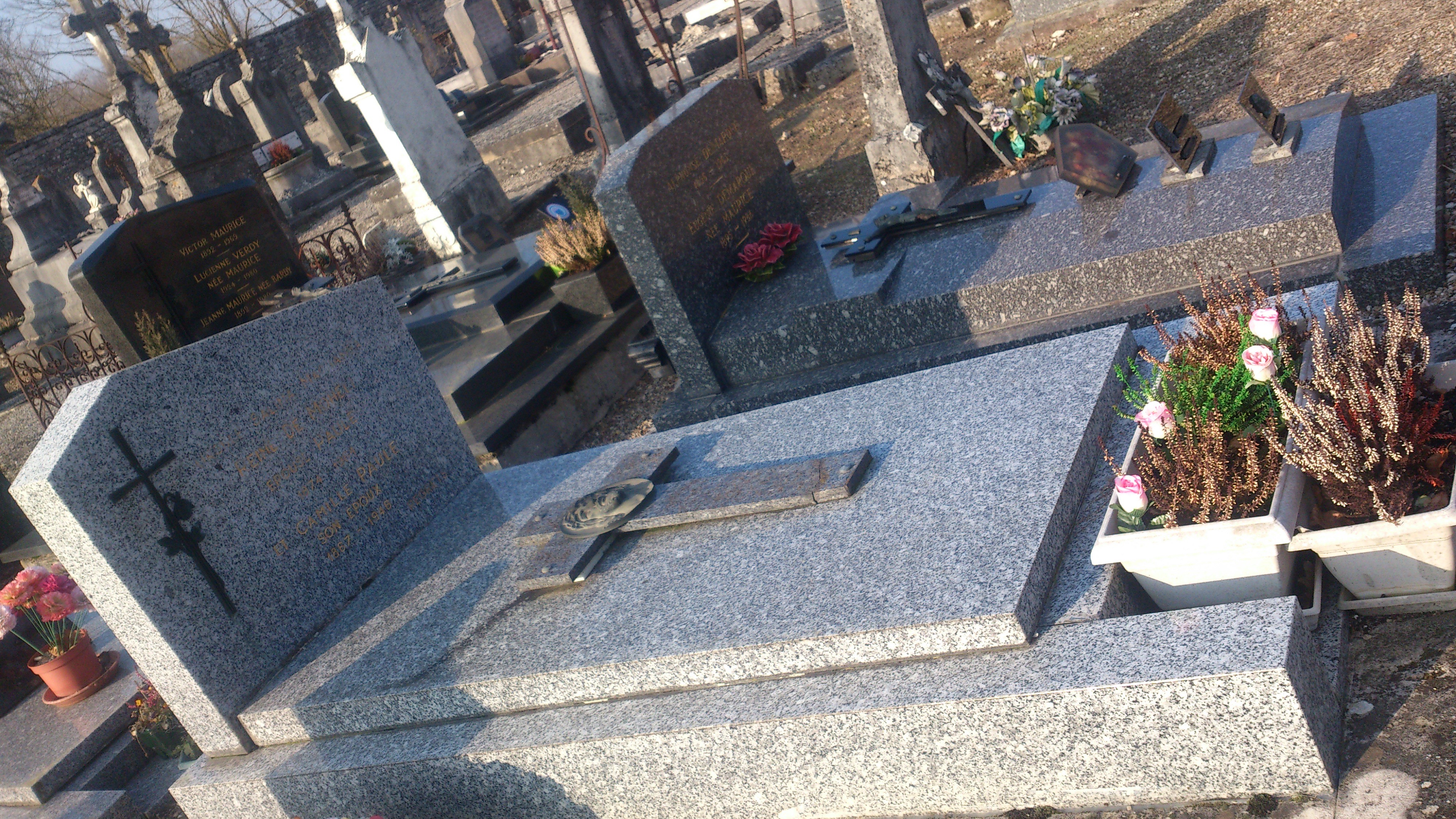
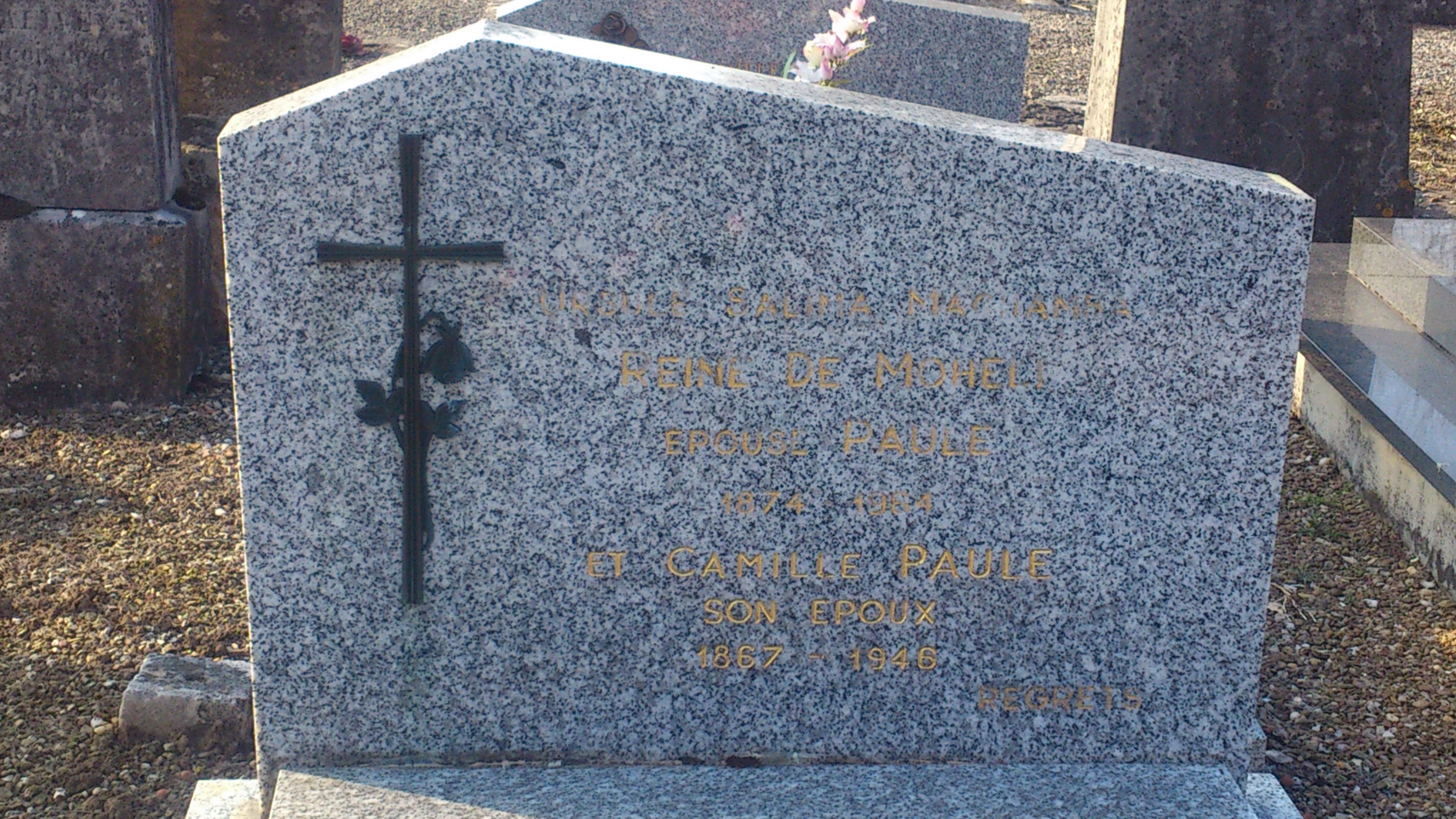

## Nachkommen
Aus der Ehe mit Camille Paule (* 1. März 1867, Pesmes; † 22. September 1946, Champagney, Jura):
- Henriette Camille Ursule Louise (* 15 July 1902, Cléry, Côte-d’Or † 4. April 1989, Dijon, Côte-d’Or), Fürstin von Mohéli. Deren Tochter:
  -     - Christiane
- Louis Camille (* 1. September 1907, Cléry; † 8. April 1983, Dole, Jura), Fürst von Mohéli, dessen Tochter:
  - Anne Ursule (1941– ), Präsidentin der Association Développement des Iles Comores, verheiratet mit Jean–François Etter
- Camille Fernand (* 16. June 1917, Cléry; † 1. April 2007, Dijon), Fürst von Mohéli

## Bibliographie
- Julienne Nivois: A Pesmes, en Franche-Comté..., Une Reine oubliée par l’Histoire. Éditions Dominique Guéniot, Paris 1995.